# Michael Mann (Historiker)
Michael Mann (* 27. April 1959 in Tuttlingen) ist ein deutscher, auf Südasien spezialisierter Historiker. Er ist seit 2010 Professor für Gesellschaften und Kulturen Südasiens an der Humboldt-Universität zu Berlin.

## Leben
Er studierte Geschichte Südasiens, Mittlere und Neuere Geschichte, Indologie und Germanistik an der Universität Heidelberg. Von deren Philosophisch-Historischer Fakultät wurde er mit einer Dissertation zur Agrar- und Umweltgeschichte Nordindiens in der ersten Hälfte des 19. Jahrhunderts 1992 promoviert. Sein Doktorvater war Dietmar Rothermund. Ab 1992 war Michael Mann an der FernUniversität Hagen zunächst als Wissenschaftlicher Mitarbeiter und ab 1993 als Wissenschaftlicher Assistent am Historischen Institut, Lehrgebiet für Außereuropäische Geschichte, angestellt. Im Jahr 1999 habilitierte er sich an der Fakultät für Kultur- und Sozialwissenschaften mit einer Arbeit zur Entstehung des britischen Kolonialstaats in Bengalen.
Von 2000 an arbeitete Michael Mann für weitere sechs Jahre als Hochschulassistent an der FernUniversität und publizierte dort neben zahlreichen einschlägigen Aufsätzen die Monografie Geschichte Indiens. Von 2005 bis 2007 verfolgte er im Rahmen der Förderung durch die Gerda Henkel Stiftung ein Projekt zu „Historischen Repräsentationen“ als Stationen der Geschichtsschreibung im modernen Südasien, wozu ebenfalls eine Monografie erschienen ist. In den Jahren 2007 bis 2010 bearbeitete er ein Einzelprojekt, gefördert durch die Deutsche Forschungsgemeinschaft, zu Telekommunikation und Öffentlichkeit in Südasien von der Mitte des 19. bis zur Mitte des 20. Jahrhunderts.
Seit dem 1. April 2010 ist Michael Mann Professor für Gesellschaften und Kulturen Südasiens am Institut für Asien- und Afrikawissenschaften der Humboldt-Universität zu Berlin. Seit 2011 ist er Herausgeber des jährlich erscheinenden, deutsch- und englischsprachigen Online-Journals Südasien-Chronik / South Asia Chronicle. Zusammen mit Prof. Dr. Ravi Ahuja vom Centre of Modern Indian Studies (CeMIS) an der Universität Göttingen und Dr. Heike Liebau vom Leibniz-Zentrum Moderner Orient (ZMO) leitet Mann seit 2014 das Langfristprojekt der Deutschen Forschungsgemeinschaft zum Thema Das moderne Indien in deutschen Archiven, 1706-1989 (MIDA).
Michael Manns Forschungsschwerpunkte sind die Wirtschafts-, Sozial- und Umweltgeschichte Südasiens vom 18. bis 20. Jahrhundert. Insbesondere erforscht er die Stadtentwicklung, Stadtplanung, Migration und Diaspora, Telegrafie, Öffentlichkeit und Pressewesen in Südasien. Er betreibt Indian Ocean Studies als Teil einer globalgeschichtlich ausgerichteten regionalwissenschaftlichen Disziplin.

## Schriften (Auswahl)
- Flottenbau und Forstbetrieb in Indien 1794–1823 (= Beiträge zur Südasienforschung. Band 175). Steiner, Stuttgart 1996.
- British Rule on Indian Soil. North India in the Nineteenth Century. Manohar, New Delhi 1999, 2. Auflage 2002.
- Bengalen im Umbruch. Die Herausbildung des britischen Kolonialstaates, 1754–1793. Steiner, Stuttgart 2000 (Rezension).
- Geschichte Indiens. Vom 18. bis zum 21. Jahrhundert. Schöningh, Paderborn 2005 (Rezension).
- Sinnvolle Geschichte. Historische Repräsentationen im neuzeitlichen Südasien. Draupadi, Heidelberg 2009 (Rezension).
- Geschichte Südasiens 1500 bis heute. Wissenschaftliche Buchgesellschaft, Darmstadt 2010 (Rezension).
- Sahibs, Sklaven und Soldaten. Geschichte des Menschenhandels rund um den Indischen Ozean. Von Zabern, Darmstadt/Mainz 2012 (Rezension).
- South Asia’s Modern History. Thematic Perspectives. Routledge, London/New York 2015 (Rezension).
- India 1989. Overcoming the Post-Colonial State. In: Ulf Engel, Frank Hadler, Matthias Middell (Hrsg.): 1989 in a Global Perspective. Leipziger Universitätsverlag, Leipzig 2015, S. 259–295.
- Wiring the Nation. Telecommunication, Newspaper-Reportage and Nation Building in British India, Delhi etc. 2017 (Rezension).
- A British Rome in India. Calcutta – Capital for an Empire. Wernersche Verlagsgesellschaft, Worms 2022, ISBN 978-3-88462-411-1.
- Als Herausgeber: Modernes Indien in deutschen Archiven (MIDA). In Memoriam Dietmar Rothermund. Draupadi Verlag, Heidelberg 2022 (Rezension).